# Фреска Ради Безпеки ООН
Фреска Ради Безпеки ООН — картина олією норвезького художника Пера Крога, виставлена 22 серпня 1952 року у палаті Ради Безпеки ООН у Нью-Йорку, відомій також як Норвезька кімната. Фреска, полотно розміром 16 х 26 футів, розташоване на східній стіні безпосередньо за президентом Ради Безпеки, має центральне зображення висхідного фенікса, оточеного зображеннями війни та дисгармонії знизу фрески та більше спокійних та радісних зображень у верхніх двох третинах. Вона символізує «обіцянку майбутнього миру та свободи особистості».
Вперше була публічно показана 4 квітня 1952 року. Це було доручення норвезького уряду як подарунок від Норвегії Організації Об'єднаних Націй.
Пер Крог був художником, якого запросили намалювати монументальний твір для найважливішої кімнати у світі; перед ним було поставлено завдання розкрити поняття миру в єдиному зображенні. Але для Крога, який пережив нацистську окупацію і навіть був ув'язнений нацистами на рік, мир, здавалося, функціонував лише стосовно війни. Створена для відображення високих цілей найбільш всеохоплюючої та прогресивної світової організації, картина може зображувати усе навпаки.
Грегорі Марц, історик мистецтва, що спеціалізується на Третьому рейху в Університеті Сент-Джон, сказав, що картина Крога «може легко функціонувати як нацистська пропаганда від імені націоналістичної евгеніки». Але іронія полягає у тому, що постійні члени Ради Безпеки спостерігають за картиною, яка повинна нагадувати їм про їхню роль у підтримці та просуванні миру в повоєнному світі, а натомість вона нагадує їм про небезпеку застрягання в минулому.

## Процес вибору та розробки
ООН доручила Норвегії оснастити та декорувати Раду Безпеки, тоді як Швеція та Данія були відповідальні за будівництво Генеральної Асамблеї та Секретаріату. Цим трьом скандинавським країнам було надано роль висловлення «важливої політичної, дипломатичної та символічної позиції, відведеної цим країнам під час першого етапу Організації Об'єднаних Націй». За словами Гламбека роботи Пера Крога та інших норвезьких художників були вибрані Жаком Карлу та Говардом Робертсоном для представлення Раді.
Фреска Крога була натхнена традиційними італійськими ренесансними фресками. На розпис фрески Крога також надихнув його учитель Анрі Матісс. Матісс надихав Крога використати поєднання фовістських кольорів, перебільшених жестів і зображень повсякденного життя.

## Суперечки
Одна з суперечок складалася навколо ескізного дизайну фрески, коли той був представлений спеціальній групі мистецької колегії ООН. Цей комітет відповідав за оцінку усіх мистецьких пропозицій Раді Безпеки. Колегія спочатку не прийняла художню концепцію Крога, посилаючись на занепокоєння, що хитросплетіння художнього твору можуть відволікти делегатів і призвести до втрати їх концентрації. У відповідь головний архітектор Арнштейн Арнеберг відкинув думку художньої колегії, підкресливши, що «живопис був дуже важливим для ефекту, який приміщення мало б як вікно на норвезьку культуру та мистецтво».